# Goal.com
Goal.com (estilizado GOAL) é um site voltado ao futebol que oferece aos usuários as notícias de última hora, resultados ao vivo, jogo previews, editoriais, exclusivos, e as últimas notícias dos clubes internacionais.
Foi fundado em 2004 por Chicco Merighi e Gianluigi Longinotti-Buitoni. Sete anos depois, o site foi vendido à Perform Group, passando a integrar o portfólio digital da empresa.
Com a criação do DAZN, serviço de streaming de esportes, em 2016, a Goal foi reposicionada sob o guarda-chuva da nova empresa.
Em 2020, o grupo DAZN vendeu a maior participação na FootballCo., empresa que concentra os portais GOAL, Spox e Voetbalzone, à Integrated Media Company (IMC), braço da firma de investimentos norte-americana TPG Capital.
Atualmente, a GOAL é publicada em 19 idiomas, com 38 edições nacionais produzidas por mais de 600 colaboradores.
Entre seus destaques editoriais estão o GOAL50, uma lista anual dos melhores jogadores e jogadoras do futebol mundial, e o NXGN, com perfis e rankings das grandes jovens promessas da categoria.